# Ernestina do Palatinado-Sulzbach
Ernestina Isabel Joaneta do Palatinado-Sulzbach, mais conhecida como Ernestina Teodora ou Teodora Augusta (Sulzbach, 15 de maio de 1697 – Neuburgo do Danúbio, 14 de abril de 1775) foi uma nobre alemã. Ela foi condessa de Hesse-Wanfried-Rheinfels pelo seu casamento com Guilherme II, e após sua morte, tornou-se prioresa de um mosteiro da Ordem do Carmo onde faleceu com uma reputação santa.

## Família
Ernestina foi a terceira filha e quarta criança nascida de Teodoro Eustáquio do Palatinado-Sulzbach e de sua esposa, Maria Leonor de Hesse-Rotemburgo.
Os seus avós paternos eram Cristiano Augusto do Palatinado-Sulzbach e Amália de Nassau-Siegen. Os seus avós maternos eram Guilherme, Conde de Hesse-Rotemburgo e Maria Ana de Löwenstein-Wertheim-Rochefort. 
Ela foi tataraneta paterna do rei Frederico II da Dinamarca, através da princesa Augusta da Dinamarca, e também tataraneta paterna do rei Cristiano III da Dinamarca, que era pai de Frederico II, através do príncipe João II, Duque de Eslésvico-Holsácia-Sonderburgo-Plön. 
Ela teve oito irmãos, entre eles: José Carlos, casado com Isabel Augusta Sofia de Neuburgo; Francisca Cristina, princesa-abadessa de Essen e Thorn; João Cristiano, cuja primeira esposa foi Maria Henriqueta de La Tour de Auvérnia, e a segunda foi Leonor de Hesse-Rotemburgo; Ana Cristina, casada com Carlos Emanuel, Príncipe de Piemonte, futuro rei como Carlos Emanuel III da Sardenha etc.

## Biografia
Ernestina e sua irmã mais velha, Francisca Cristina, foram criadas na Abadia de Essen.
O seu casamento foi arranjado pelo imperador Carlos VI do Sacro Império Romano-Germânico. O escolhido era o conde Guilherme II de Hesse-Wanfried-Rheinfels, filho de Carlos, Conde de Hesse-Wanfried e de Sofia Madalena de Salm-Reifferscheid. Eles se casaram no dia 19 de setembro de 1719, quando a noiva tinha 22, e o noivo tinha 48 anos. Apesar da união, os dois não tiveram filhos.
Guilherme faleceu em 1 de abril de 1731, e Ernestina não se casou novamente.
Como viúva, ela viveu inicialmente no Castelo de Rheinfels, e mais tarde se mudou para o mosteiro da Ordem do Carmo em Neuburgo do Danúbio, onde era conhecida pelo nome religioso de Teodora Augusta, e, eventualmente, se tornou a prioresa do mosteiro. Segundo Torsy e Kracht, Teodora era um "modelo para suas irmãs de obediência, humildade e amor da pobreza."
Em 1769, o orfanato – hoje Fundação Princesa Francisca Cristin para o bem-estar dos jovens e cuidados aos idosos – foi inaugurado em Essen, o qual Teodora fundou tanto como um ramo dos jesuítas quanto como uma casa de repouso para si mesma.

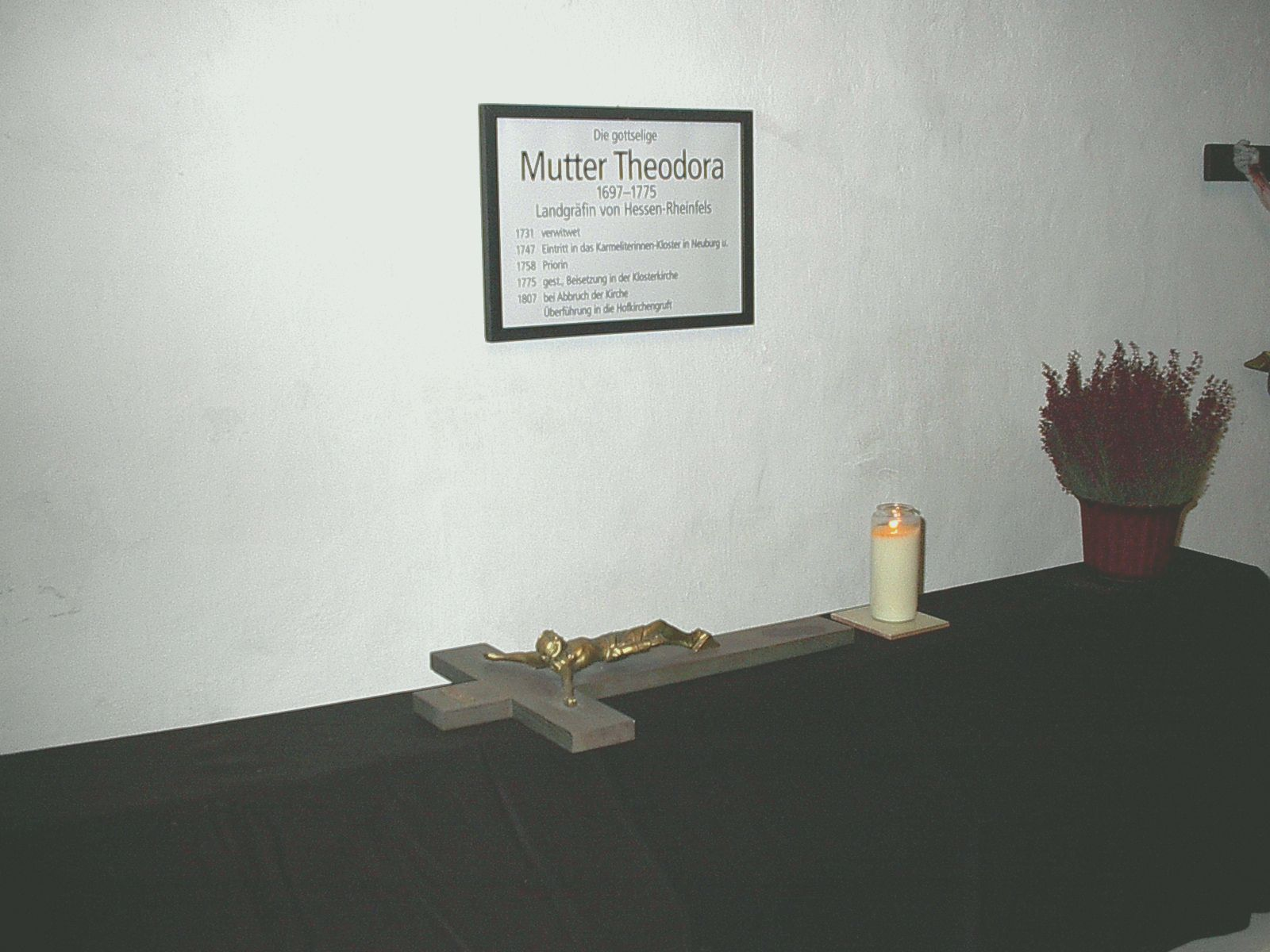
Foto de 2003 da cripta da condessa.

Quando morreu, em 14 de abril de 1775, aos 77 anos de idade, tinha uma reputação de santidade. Teodora Augusta foi sepultada no mosteiro carmelita, porém, após o mesmo ser fechado em 1804, os seus restos mortais foram reenterrados na Igreja da Corte de Nossa Senhora, em Neuburgo do Danúbio, no ano de 1807.
Há um retrato de Ernestina como freira que faz parte das Coleções de Pintura do Estado da Baviera, na Antiga Pinacoteca, em Munique.